# Oberlohe (Harsdorf)
Oberlohe (oberfränkisch: Ohwe-loh) ist ein Gemeindeteil der Gemeinde Harsdorf im Landkreis Kulmbach (Oberfranken, Bayern). Oberlohe liegt in der Gemarkung Harsdorf.

## Geographie
Die Einöde liegt an einem bewaldeten Hang, der südlich ins breite Talbecken der Trebgast abfällt. Nördlich von Oberlohe steht ein Baum, der als Naturdenkmal ausgezeichnet ist. Ein Anliegerweg führt zu einer Gemeindeverbindungsstraße bei Zettmeisel (0,9 km östlich).

## Geschichte
Oberlohe gehörte zur Realgemeinde Harsdorf und lag im Fraischbezirk des bayreuthischen Stadtvogteiamtes Kulmbach. 1791 wurde der Ort erstmals schriftlich erwähnt. Der Flurname Lohe bezeichnet ein Waldgebiet. 1811 wurde das Anwesen als Tropfhaus näher qualifiziert.
Von 1797 bis 1810 unterstand der Ort dem Justiz- und Kammeramt Kulmbach. Mit dem Gemeindeedikt wurde Oberlohe dem 1811 gebildeten Steuerdistrikt Harsdorf und der 1812 gebildeten gleichnamigen Ruralgemeinde zugewiesen.

### Einwohnerentwicklung
| Jahr      | 001818 | 001861 | 001871 | 001885 | 001900 | 001925 | 001950 | 001961 | 001970 | 001987 |
| Einwohner | 10 *   | 4      | 5      | 7      | 4      | 5      | 5      | 3      | 5      | 3      |
| Häuser    | 2 *    |        |        | 1      | 1      | 1      | 1      | 1      |        | 1      |
| Quelle    | [ 8 ]  | [ 11 ] | [ 12 ] | [ 13 ] | [ 14 ] | [ 15 ] | [ 16 ] | [ 17 ] | [ 18 ] | [ 1 ]  |

## Religion
Oberlohe ist evangelisch-lutherisch geprägt und nach St. Martin (Harsdorf) gepfarrt.